# 兵庫県道420号石倉太子線
兵庫県道420号石倉太子線（ひょうごけんどう420ごう いしくらたいしせん）は、兵庫県姫路市から揖保郡太子町に至る一般県道である。

## 概要
姫路市石倉から揖保郡太子町太田に至る。

### 路線データ
- 起点：姫路市石倉（石倉交差点、兵庫県道724号姫路新宮線交点）
- 終点：兵庫県揖保郡太子町太田（太田交差点、国道179号交点、兵庫県道421号大江島太子線終点）
- 総延長：5.124 km

## 路線状況
大津茂川の中流域に沿う。
姫路西バイパスと並行する姫路市太市から揖保郡太子町上太田までの区間は2車線が確保されているが、その他の区間は幅員が狭い。特に終点付近はすれ違いが困難でありながら大型車が多数通行するなど、交通の難所となっている。

### 道路施設

#### 橋梁
- 新中村橋（大津茂川、姫路市）

## 地理

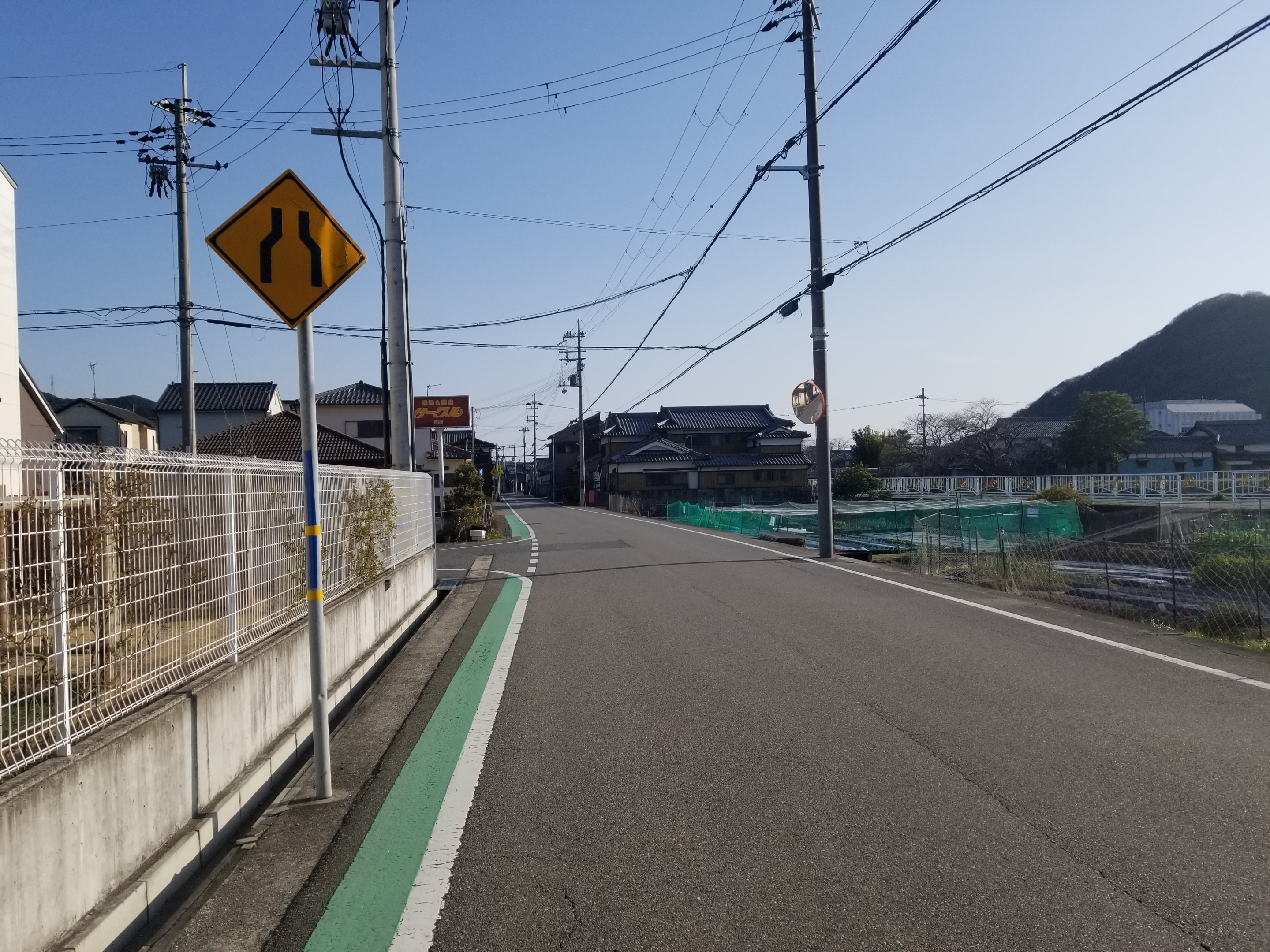
終点手前で当道路は幅員減少となる。揖保郡太子町太田。

### 通過する自治体
- 姫路市
- 揖保郡太子町

### 交差する道路
| 交差する道路                        | 市町村名 | 市町村名 | 交差する場所 | 交差する場所      |
| ----------------------------------- | -------- | -------- | ------------ | ----------------- |
| 兵庫県道724号姫路新宮線             | 姫路市   | 姫路市   | 石倉         | 石倉交差点 / 起点 |
| 兵庫県道5号姫路上郡線               | 姫路市   | 姫路市   | 西脇         | 太市（）交差点    |
| 国道29号 / 姫路西バイパス           | 姫路市   | 姫路市   | 太市中（）   | 上太田ランプ      |
| 国道2号 / 太子竜野バイパス          | 揖保郡   | 太子町   | 上太田（）   | [ 注釈 1 ]        |
| 兵庫県道424号上太田鵤線             | 揖保郡   | 太子町   | 上太田       |                   |
| 国道179号 兵庫県道421号大江島太子線 | 揖保郡   | 太子町   | 太田         | 太田交差点 / 終点 |

### 交差する鉄道
- 姫新線

### 沿線
- JR西日本姫新線 太市駅
- 姫路市立太市小学校